# 西区剧院

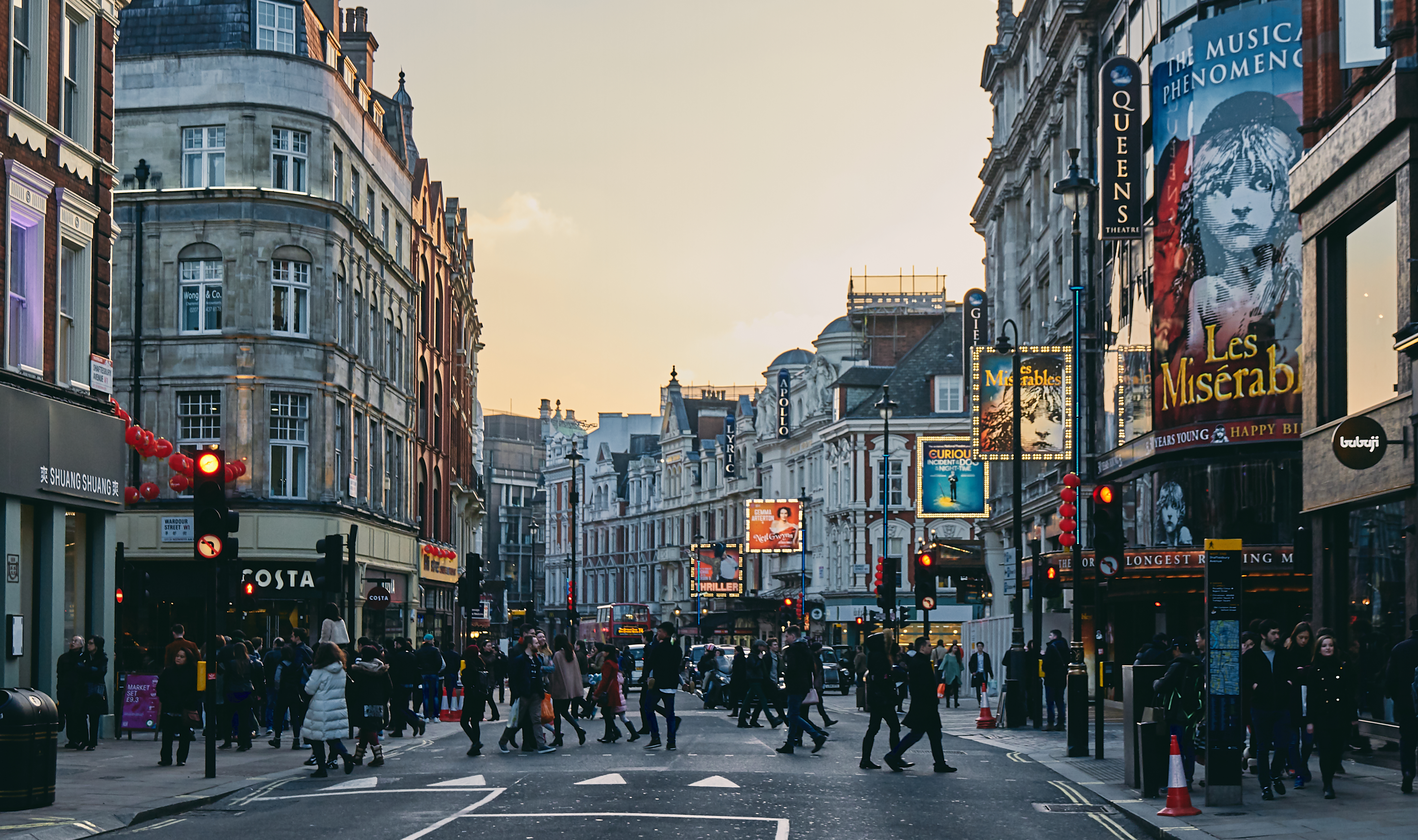
2016年，位於沙夫茨伯里大街的一眾西區劇院

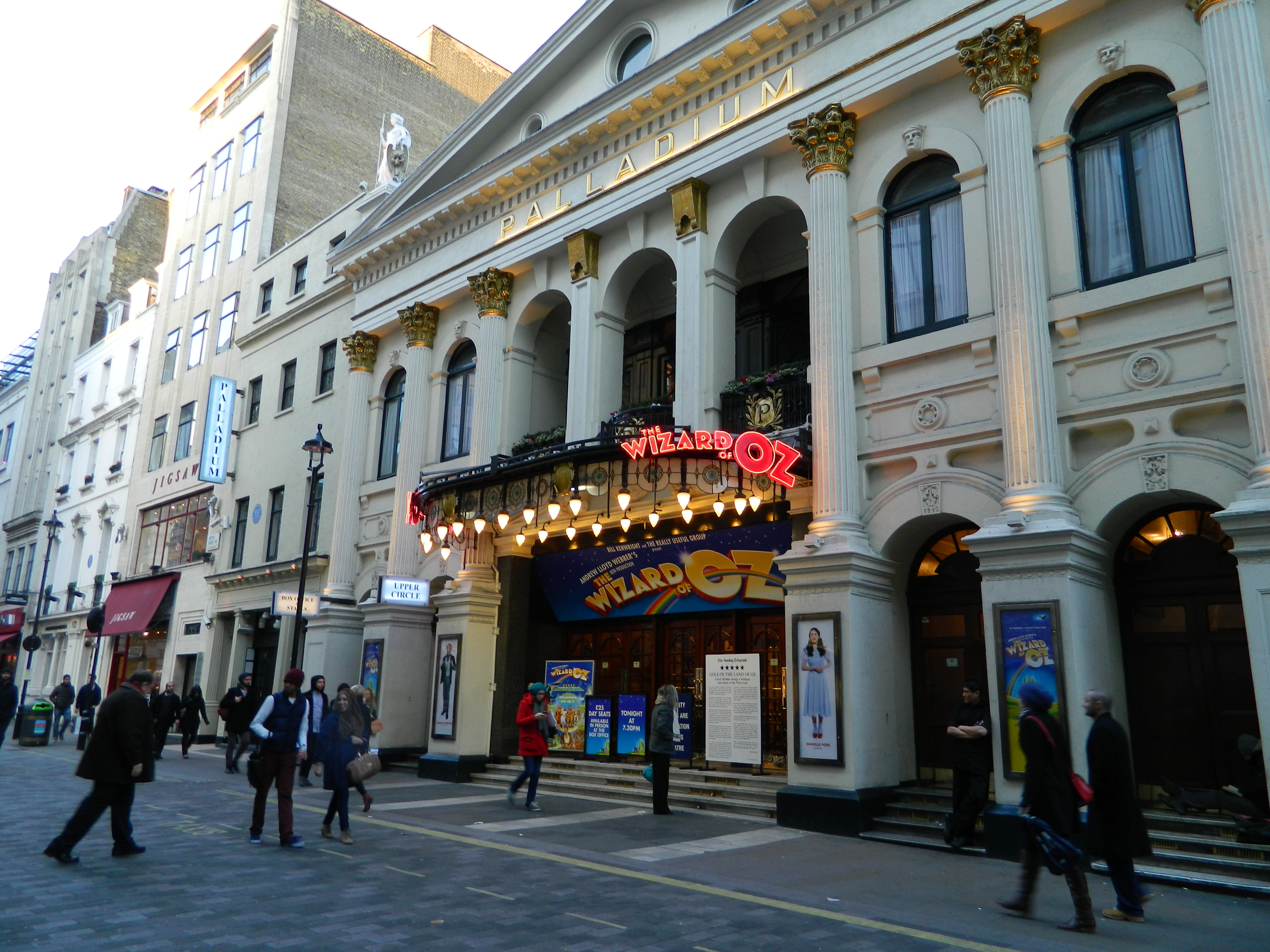
位於倫敦蘇豪區的倫敦守護神劇院於1910開幕。劇場除了常駐演出外，亦有一次性的音樂會表演，自1930年以來，它經已舉辦了43次皇家大匯演

西區劇院（英語：West End theatre）是指英國倫敦西區及其附近的大型劇院上演之主流專業劇場藝術場地。西區劇院連同紐約市的百老匯劇院同樣，它們通常被認為代表了英語世界中最高水平的商業劇院代表。觀賞西區劇院的演出經已成為了倫敦的一項常見熱門旅遊活動。無論是英國的還是國際的著名銀幕演員都經常出現於倫敦的舞台上。
西區劇院共有39家劇院，當中德魯里巷的皇家劇院於1663年5月開業，是倫敦最古老的劇院.。薩伏依劇院—作為吉伯特與蘇利文之喜歌劇流行系列的展示而建造，該劇院於1881年完全使用由電力照明。
西區劇院的全年進場人次於2002年首次突破1,200萬人次。《泰晤士報》於2005年6月預測這項紀錄可能會在當年被打破，2005年上半年票房的良好表現是歸功於幾齣音樂劇的賣座相當出色，如《跳出我天地》、《金牌監製》和《歡樂滿人間》等，大量影視明星加盟演出也吸引觀眾進場。 2007年的進場人數更是超過1,300萬人次。事實上自從1990年代末起，越來越多美國演員出現在西區劇院的舞台上，包括珍·考克斯基、艾狄娜·曼素、波姬·小絲、韋·基馬、洛魯、大衛·舒溫瑪和杜比·麥佳亞等。倫敦劇院協會（SOLT）宣布，自1986年該組織開始收集觀眾數據以來，2018年是首都劇院行業創紀錄的一年，觀眾入座率首次突破1,550萬，而票房收入超過£7.65億英鎊。雖然2019年的入座率跟上一年相比下降了1.4%，然而票房收入達到了創紀錄的£7.99億英鎊。
西區劇院的大部分劇院歸大使戲劇團、德爾方特麥金托什劇院、尼瑪克斯劇院、LW劇院，以及倪德倫公司所有。

## 歷史
經歷英格蘭宗教改革後，倫敦的劇院業發展蓬勃。第一個永久性公共劇場，被稱為劇院，由占士·伯比奇於1576年在肖迪奇建造。布幕劇院很快就加入了。眾所周知，威廉·莎士比亞的公司都曾經使用這兩個地方。
1599年，該劇院的木材被轉移至南華克，它在那裡被用於城市公司控制以外形成的新劇院區域建造的環球劇院。由於清教徒把劇院視為有罪，這些劇院於1642年關閉，清教徒也影響了1649年的英國過渡期。1643年1月24日，演員們寫了一本題為《演員們對他們的職業被壓制的抗議或投訴，並且被他們的幾個劇場驅逐出來》的小冊子來抗議禁令。
在1660年的斯圖亞特王朝復辟後，清教徒的立法被宣告無效，戲劇等藝術爆炸式增長。兩家公司獲得了演出許可，公爵公司與國王公司，演出於改建的建築物中舉行，例如是萊爾的網球場。第一個西區劇院，被稱為布里奇斯街皇家劇院（Theatre Royal in Bridges Street），由湯馬士·基利格魯設計，並建於現時的德魯里巷皇家劇院的舊址上。它於1663年5月7日開幕，九年後毀於一場大火中。後來，它被基斯杜化·雷恩設計的新結構所取代，並把它重新命名為德魯里巷皇家劇院。作為修復喜劇明星的奈爾·圭恩，成為了最早登上該劇院舞台的其中一位女演員。
在西區劇院以外，薩德勒之井劇院於1683年6月3日在依士靈頓區開幕。該劇院以創始人理察·薩德勒的名字，以及在該片土地上發現的修道院泉水來命名。由於它沒有獲得戲劇許可，因此它以「音樂之家」來營運，有些歌劇表演；在倫敦西區，乾草市場劇院於1720年12月29日在其現址稍北的地點開幕，而皇家歌劇院於1732年12月7日在高雲花園開幕。約翰·蓋伊的民謠歌劇《乞丐歌劇》於1728年上演了62場，並保持了近一個世紀以來在倫敦上演時間最長的記錄。它被稱為「18世紀最流行的戲劇」。另一部音樂劇，1821年的《湯姆和傑里／倫敦生活》是倫敦首部達到連續演出100場的作品。《湯姆和傑里》倫敦巡迴的組合把歌曲與舞蹈互相結合，產生了許多類似的、結構鬆散的娛樂節目，並「為後來的音樂喜劇與滑稽劇埋下了種子」。
直到19世紀，專利劇院公司一直保持著對戲劇的雙頭壟斷地位，而所有的其他劇院只能進行音樂娛樂節目。然而，到了19世紀初，音樂廳娛樂節目開始流行起來，主持人發現了對通俗劇類型的非專利劇院的限制存在著漏洞。通俗劇由於伴隨著音樂，因此並沒有違反專利法。最初，這些娛樂活動是在附屬於公共場所的大廳內進行，但專門建造的劇院開始在倫敦東區出現，例如是白教堂的亭子劇場。喜劇戲劇類型的滑稽演員在倫敦觀眾當中也很受歡迎。它最著名的表演者—約瑟夫·格里馬爾迪以培養現代白臉小丑而聞名，他於1780年在德魯里巷皇家劇院首次登台演出。

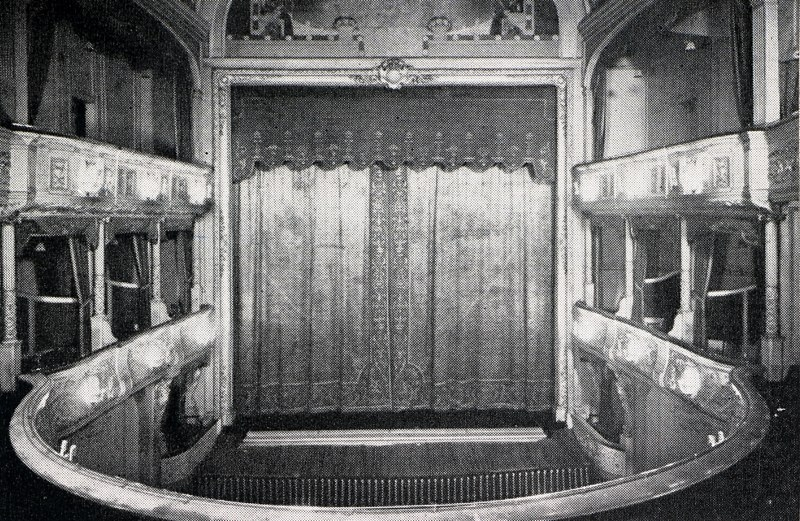
薩伏依劇院於1881年的原始內部結構，同年它成為了世界上第一座完全由電力照明的公共建築物。

西區劇院隨著許多小型劇院和大廳的開放而建立起來，包括於1806年11月17日在倫敦河岸街的阿德爾菲劇院。泰晤士河以南倫敦滑鐵盧道的舊維克劇場於1818年5月11日開幕。隨著1843年劇院法案的實施，西區劇院區的擴張步伐加快，該法案也放寬了戲劇表演的條件，當雜耍劇院於同年4月16日開幕時，河岸街也獲得了另一個場地。在接下來的幾十年裡，西區開設了許多新的劇院。

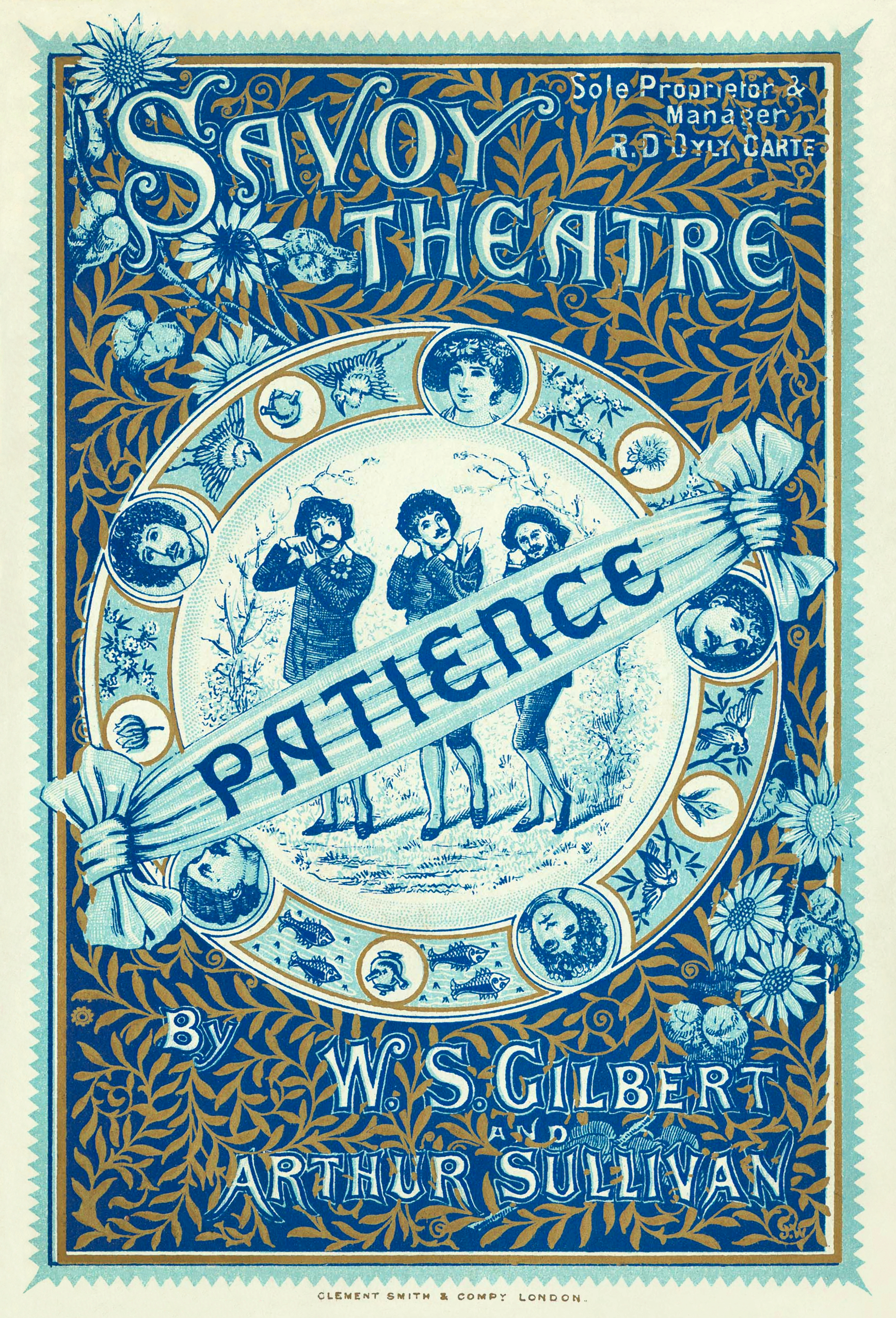
1881年，吉伯特與蘇利文於薩伏依劇院的演出。

標準劇院於1874年3月21日在皮卡地里圓環開幕，1881年又出現了兩座劇院：由理查德·多伊利·卡特為了專門展示吉伯特與蘇利文之喜歌劇而建的河岸街薩伏依劇院，該劇院於同年10月10日開幕，成為首個使用更冷和更清潔的電燈照明的劇院；五天後，位於李斯特廣場的潘頓街（Panton Street）上之哈羅德·品特劇院以喜劇院（Comedy Theatre）之名開幕。該劇院於三年後更換其名稱。1886年12月23日，《愛麗絲夢遊仙境音樂劇》（愛麗絲夢遊仙境系列叢書的第一部主要作品）於威爾斯親王劇院首演。路易斯·卡羅於7天後參與了一場演出。倫敦皇宮劇院於1891年開幕。約克公爵劇院於1892年開幕，見證了J·M·巴里戲劇的首作—《彼得潘：不會長大的男孩》於1904年12月27日上演。
作為1890年代倫敦最受歡迎的劇作家之一的奧斯卡·王爾德於1893年在乾草市場劇院首演了他的第二部喜劇《無足輕重的女人》。該主題受到公眾和媒體的廣泛關注；作為王爾德助手的莉莉·蘭特里在1881年於喜劇《屈身求愛》中首次亮相西區劇院。1878年，愛蘭·黛麗加入了亨利·歐文的公司作為他的女主角，在接下來的廿多年裡，她被認為是英國著名的莎士比亞與喜劇演員。新劇院（the New Theatre）於1903年開幕，並於1905年首次亮相一部把具有另我的英雄人物的戲劇《紅花俠》引入公眾意識。劇院於2006年以劇作家诺埃尔·科沃德之名來為劇院更名為諾埃爾·科沃德劇院。建於1897年的女王陛下劇院曾舉辦過多次首演，包括1914年蕭伯納的《賣花女》。劇院建設的熱潮一直持續至第一次世界大戰左右。
1930年，羅蘭士·奧利佛於諾埃爾·科沃德劇院演出的劇目《私生活》中取得了他在西區劇院區的首個重要的成功。許多的其他演員於第二次世界大戰之前也首次亮相於西區劇院，包括了約翰·吉爾古德、阿力·肯尼斯及慧雲·李。在1950年代和1960年代，許多戲劇都是在劇院俱樂部製作的，以逃避當時由宮務大臣辦公室實施的審查制度。1968年劇院法最終廢除了英國的舞台審查制度。

## 劇院之地

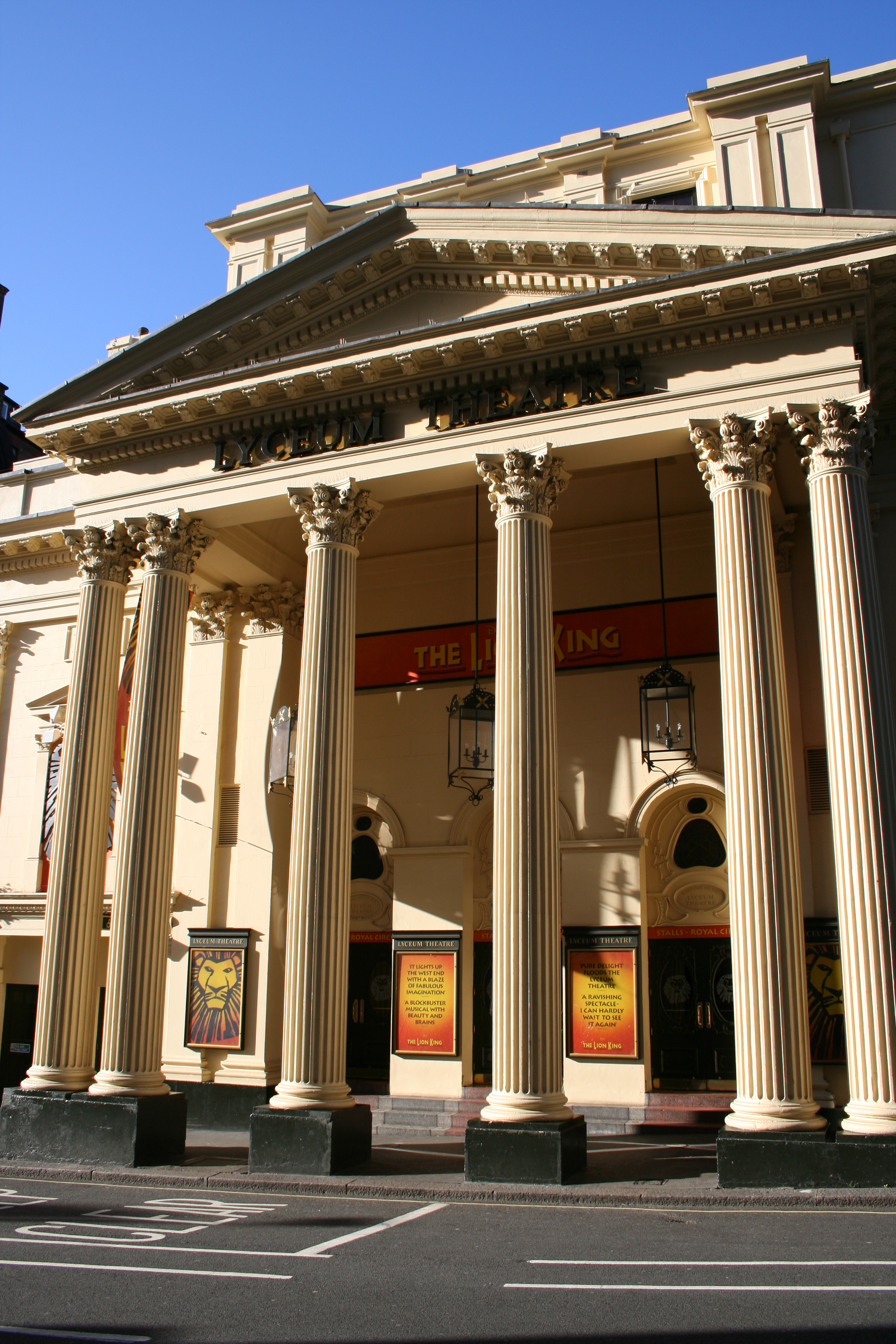
蘭心劇院，迪士尼戲劇製作的獅子王音樂劇之鄉。

「劇院之地（Theatreland）」是倫敦的主要劇院區，當中包含大約40個場館，位於靠近倫敦西區中心地帶。它傳統上以牛津街為北，國王道為東，河岸街為南部，攝政街為西來定義，但附近的其他一些劇院儘管它們位於該地區之外（如西敏的阿波羅維多利亞劇院），然而它們也被認為是屬於西區劇院區。著名的劇院街道包括了德魯里巷、沙夫茨伯里大街和河岸街。劇院上演的作品主要是音樂劇、古典和現代劇以及喜劇表演。
西區的許多劇院都是以維多利亞時代或愛德華時代晚期的建築，並且由私人擁有。許多在建築上令人印象深刻，其中規模最大、維護最好的一座擁有宏偉的新古典主義、羅馬式或維多利亞式外觀，以及奢華、細緻的室內設計和裝飾。

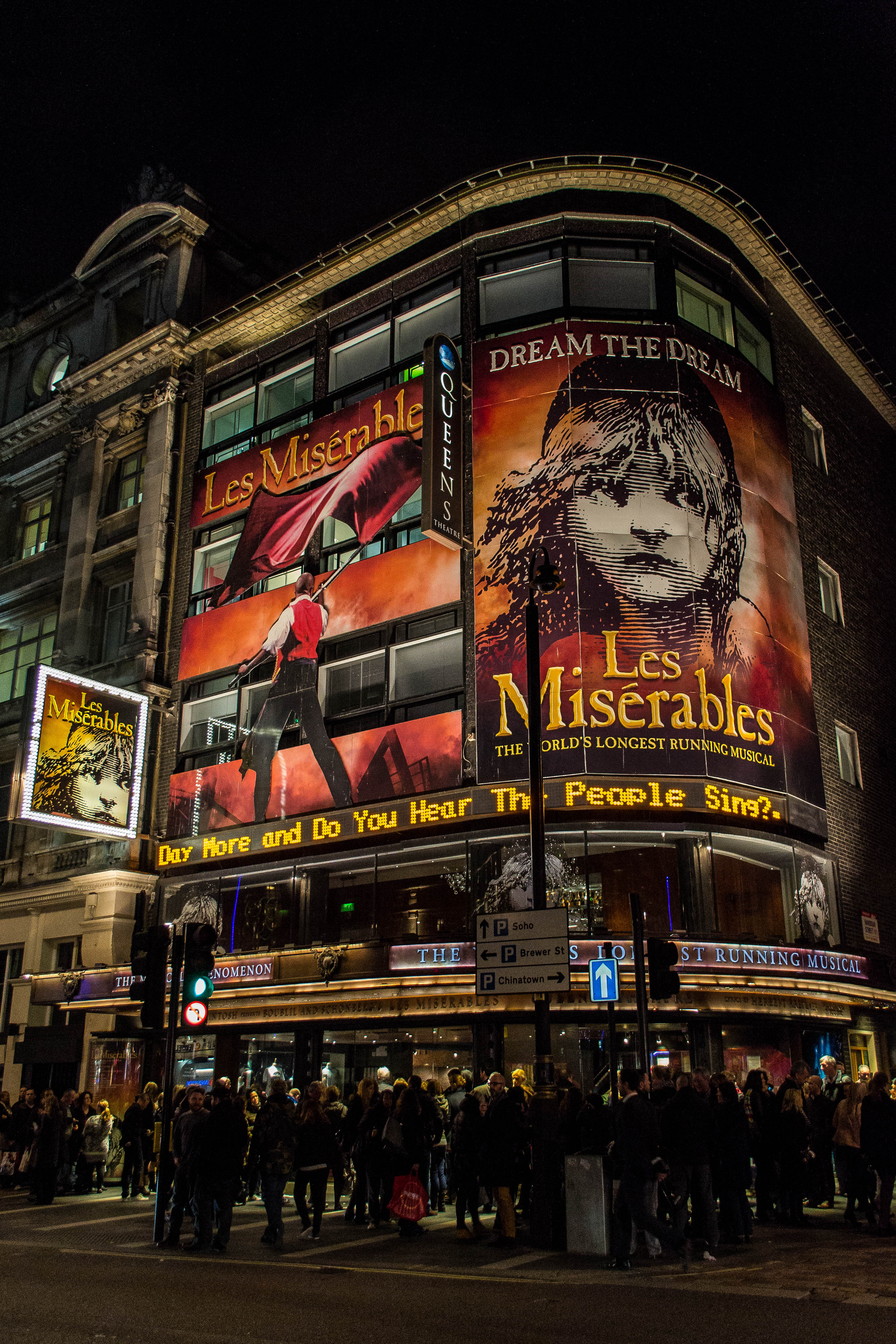
倫敦皇后劇院正在上演《悲惨世界》，該戲劇於1985年10月開始在倫敦巡迴演出。

然而，由於建築物的年代久遠，座位之間的腿部空間往往很狹窄，酒吧和洗手間等觀眾設施通常比現代劇院細小得多。建築物受保護的狀況以及其受限的城市位置，加上財務限制，使它難以對提供的舒適度進行實質性改進。2003年，劇院信託據估計在接下來的15年內需要£2.5億英鎊的投資來實現現代化，並表示劇院的60%的座位無法完全看到舞台。劇院的擁有人未能成功申請稅收優惠以協助他們支付費用。

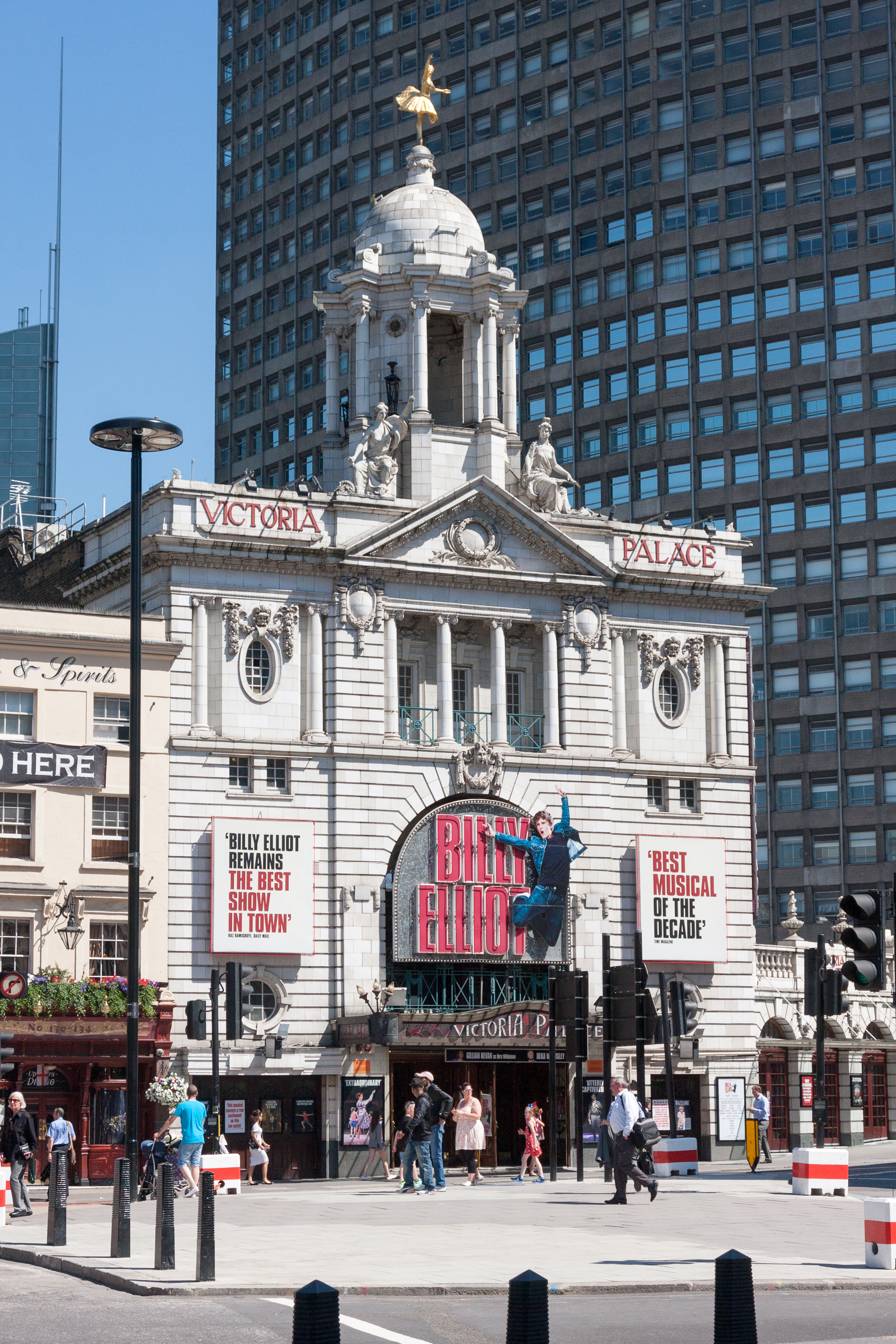
維多利亞皇宮劇院於2017年進行翻新（2012年正展示《舞動人生》）。

從2004年起，奇雲·史柏西便擔任舊維克劇場的藝術指導，他也曾演出過一部分自己的作品。西區劇院從2004年起，發生了幾宗石膏掉落事件，或建築物由於需要緊急維修而取消演出。2013年12月，這些事件於阿波羅劇院天花板部分倒塌而達到了高潮。在這些早期事件中，只有一宗導致人員受傷，但在阿波羅劇院的事件中，有76人因受傷而需要接受治療。西區劇院的許多劇場都進行了翻新，包括於2016年演出《跳出我天地》之後的維多利亞皇宮劇院。自治領劇院的翻新工程於2017年完成，並推出了全新的雙面LED屏幕，這是西區劇院外部的最大、分辨率最高的投影屏幕。
2012年，西區劇院的總銷售額為£529,787,692英鎊，增長了0.27%，入場人次亦比去年同期按年上升0.56%至13,992,773人次。2013 年，儘管2013年的演出略有減少，然而銷售額再次增長了11%，達到£585,506,455英鎊，入場人次增至14,587,276人。
2020年3月16日，由於2019冠狀病毒病疫情，西區劇院區的所有劇院都已關閉，直至另行通知。倫敦的劇院獲准於2021年5月17日重新開放（需保持社交距離），並從7月19日起獲准全院滿座。蘇豪劇院於2022年10月開幕，成為50年來第一家新建的西區劇院。

## 西區劇院
註：
- 開幕日期後的「*」表示所列演出尚未開幕，但計劃於指定日期在該劇院上演。
- 關閉日期後的「*」表示該劇院還預定另一部作品演出。
- 如下一場演出計劃尚未公佈，則適用的欄目留白。

| 劇院               | 地點                               | 容量（座位） | 擁有者／營運者                                    | 分類   | 開幕日期       | 關閉日期        |
| ------------------ | ---------------------------------- | ------------ | ------------------------------------------------- | ------ | -------------- | --------------- |
| 阿德爾菲劇院       | 河岸街                             | 1500         | LW劇院／倪德倫公司                                | 音樂劇 | 2021年9月13日  | 未預作安排      |
| 奧德維奇劇院       | 奧德維奇                           | 1200         | 倪德倫公司                                        | 音樂劇 | 2018年4月17日  | 未預作安排      |
| 大使劇院           | 西街（West Street）                | 444          | 大使劇團                                          | 戲劇   | 2023年4月6日   | 2023年5月20日*  |
| 阿波羅劇院         | 沙夫茨伯里大街                     | 658          | 尼瑪克斯劇院                                      | 戲劇   | 2023年5月14日  | 2023年9月17日*  |
| 阿波羅維多利亞劇院 | 威爾頓道（Wilton Road）            | 2328         | 大使劇團                                          | 音樂劇 | 2006年9月27日  | 未預作安排      |
| 藝術劇院           | 大紐波特街（Great Newport Street） | 350          | JJ好人公司（JJ Goodman Ltd.）                     | 音樂劇 | 2022年10月13日 | 未預作安排      |
| 劍橋劇院           | 厄勒姆街                           | 1231         | LW劇院                                            | 音樂劇 | 2011年11月24日 | 未預作安排      |
| 標準劇院           | 傑明街                             | 588          | 標準劇院信託（Criterion Theatre Trust）           | 戲劇   | 2023年5月18日* | 2023年9月3日*   |
| 自治領劇院         | 托定咸宮路                         | 2163         | 倪德倫公司                                        | 音樂劇 | 2023年6月2日*  | 2023年10月28日* |
| 公爵夫人劇院       | 凱瑟琳街（Catherine Street）       | 494          | 尼瑪克斯劇院                                      | 戲劇   | 2014年9月14日  | 未預作安排      |
| 約克公爵劇院       | 聖馬丁道（St. Martin's Lane）      | 640          | 大使劇團                                          | 戲劇   | 2023年2月17日  | 2023年6月3日*   |
| 時運劇院           | 羅素街（Russell Street）           | 432          | 大使劇團                                          | 音樂劇 | 2023年3月29日  | 2023年8月19日   |
| 倫敦加里克劇院     | 查令十字路                         | 718          | 尼瑪克斯劇院                                      | 音樂劇 | 2023年3月8日   | 2023年5月20日*  |
| 吉爾古德劇院       | 沙夫茨伯里大街                     | 994          | 德爾方特麥金托什劇院                              | 戲劇   | 2022年3月31日  | 2023年5月20日*  |
| 新倫敦劇院         | 德魯里巷                           | 1118         | LW劇院                                            | 戲劇   | 2023年2月8日   | 2023年5月20日*  |
| 哈羅德·品特劇院    | 潘頓街（Panton Street）            | 796          | 大使劇團                                          | 戲劇   | 2023年4月5日   | 2023年6月18日*  |
| 國王陛下劇院       | 倫敦乾草市場                       | 1216         | LW劇院                                            | 音樂劇 | 1986年10月9日  | 未預作安排      |
| 倫敦守護神劇院     | 亞皆爾街                           | 2286         | LW劇院                                            | 音樂劇 | 2023年7月6日*  | 2023年9月3日*   |
| 蘭心劇院           | 威靈頓街（Wellington Street）      | 2100         | 大使劇團                                          | 音樂劇 | 1999年10月19日 | 未預作安排      |
| 利里克劇院         | 沙夫茨伯里大街                     | 915          | 尼瑪克斯劇院                                      | 音樂劇 | 2023年5月25日* | 2023年11月11日* |
| 諾埃爾·科沃德劇院  | 聖馬丁巷（St. Martin's Lane）      | 960          | 德爾方特麥金托什劇院                              | 戲劇   | 2023年6月6日*  | 2023年8月19日   |
| 諾維羅劇院         | 奧德維奇                           | 1146         | 德爾方特麥金托什劇院                              | 音樂劇 | 1999年4月6日   | 未預作安排      |
| 倫敦皇宮劇院       | 沙夫茨伯里大街                     | 1400         | 尼瑪克斯劇院                                      | 戲劇   | 2016年7月25日  | 未預作安排      |
| 倫敦鳳凰劇院       | 查令十字路                         | 1012         | 大使劇團                                          | 音樂劇 | 2023年6月14日* | 2023年8月26日*  |
| 皮卡迪利劇院       | 丹芒街（Denman Street）            | 1232         | 大使劇團                                          | 音樂劇 | 2022年1月20日  | 未預作安排      |
| 劇場劇院           | 克雷文街（Craven Street）          | 550          | 大使劇團                                          | 音樂劇 | 2021年12月12日 | 未預作安排      |
| 愛德華王子劇院     | 老康普頓街（Old Compton Street）   | 1727         | 德爾方特麥金托什劇院                              | 音樂劇 | 2023年4月20日  | 有限預約*       |
| 威爾斯親王劇院     | 高雲地利街                         | 1183         | 德爾方特麥金托什劇院                              | 音樂劇 | 2013年3月21日  | 未預作安排      |
| 薩伏依劇院         | 河岸街                             | 1150         | 大使劇團                                          | 音樂劇 | 2020年3月1日   | 2023年6月18日*  |
| 沙夫茨伯里劇院     | 沙夫茨伯里大街                     | 1416         | 喜劇劇院公司（The Theatre of Comedy Company）     | 音樂劇 | 2023年6月22日* | 未預作安排      |
| 蘇豪劇院           | 查令十字路                         | 602          | 尼瑪克斯劇院                                      | 戲劇   | 2023年5月18日* | 2023年8月12日   |
| 倫敦皇后劇院       | 沙夫茨伯里大街                     | 1074         | 德爾方特麥金托什劇院                              | 音樂劇 | 1985年10月8日  | 未預作安排      |
| 聖馬丁劇院         | 西街（West Street）                | 550          | 史提芬·韋利-科恩                                  | 戲劇   | 1952年11月25日 | 未預作安排      |
| 德魯里巷皇家劇院   | 凱瑟琳街（Catherine Street）       | 1996         | LW劇院                                            | 音樂劇 | 2021年9月8日   | 未預作安排      |
| 乾草市場劇院       | 乾草市場（Haymarket）              | 888          | 阿卡斯娛樂                                        | 戲劇   | 2023年6月26日* | 2023年9月9日    |
| 特拉法加劇院       | 白廳（Whitehall）                  | 630          | 特拉法加娛樂集團（Trafalgar Entertainment Group） | 音樂劇 | 2021年8月10日  | 未預作安排      |
| 雜耍劇院           | 河岸街                             | 690          | 尼瑪克斯劇院                                      | 音樂劇 | 2021年9月29日  | 未預作安排      |
| 維多利亞皇宮劇院   | 維多利亞女皇街                     | 1602         | 德爾方特麥金托什劇院                              | 音樂劇 | 2017年12月21日 | 未預作安排      |
| 溫德姆劇院         | 聖馬丁閣（St. Martin's Court）     | 799          | 德爾方特麥金托什劇院                              | 音樂劇 | 2023年2月28日  | 2023年9月2日*   |

## 倫敦的非商業劇院

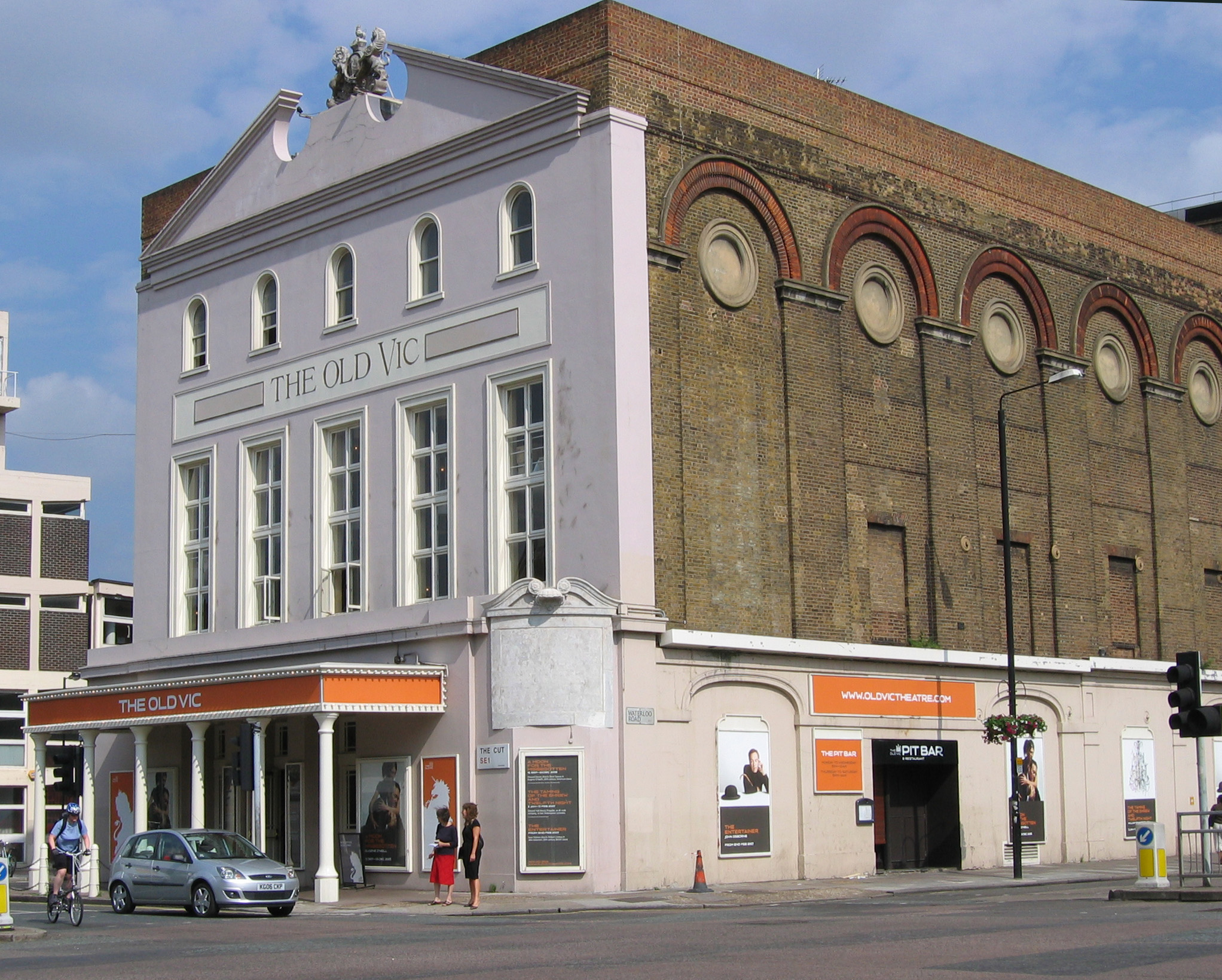
舊維克劇場的外觀。

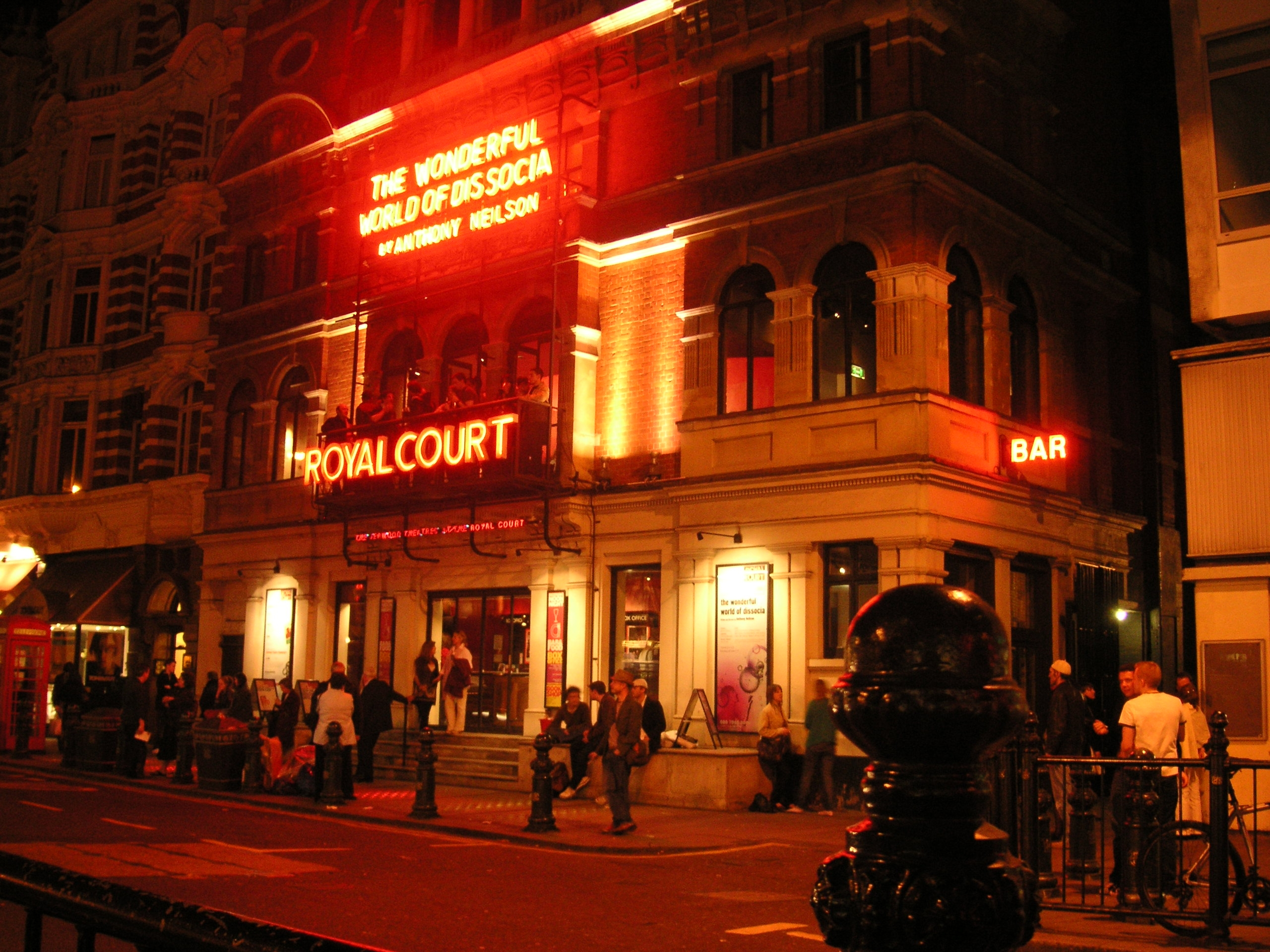
皇家歌劇院。上層是用於新項目的實驗空間—《洛奇恐怖秀》，1973年於這裡首映。

「西區劇院」一詞通常用於特別指出劇院之地（Theatreland）的商業製作。然而，倫敦領先的非商業劇院享有很高的藝術聲譽。這些劇院當中包括：皇家國家劇院、巴比肯藝術中心、莎士比亞環球劇場（包括森·瓦納梅克劇場）、舊維克劇場、皇家宮廷劇院、薩德勒之井劇院，以及攝政公園露天劇場。這些劇院上演的正劇、莎士比亞和其他經典戲劇和著名劇作家的新劇首演——大衛·海爾的戲劇《真理報》，該劇由安東尼·鶴健士主演，它被形容為「國家劇院歷史上最成功的作品之一」。非商業劇院的成功製作有時會轉移到西區的商業劇院之一以作長期演出。
皇家歌劇院被廣泛認為是世界上最偉大的歌劇院之一，它跟巴黎歌劇院與斯卡拉大劇院相媲美。由於其地理位置，它通常簡稱為高雲花園，那裡是皇家歌劇院、皇家芭蕾舞團和常駐交響樂團的所在地，並主持來自世界各地的其他主要歌劇、芭蕾舞和劇團的客座表演。1735年，由格奧爾格·弗里德里希·韓德爾創作的第一季歌劇開始，他的許多英國神劇都是專門替高雲花園創作的，並在這裡首演。
同樣，科利瑟姆劇院是英語國家歌劇院的駐地。該劇院也是英國國家芭蕾舞團在倫敦的表演基地，該芭蕾舞團在不作巡迴演出時全年都於這裡作定期演出。
孔雀劇院位於劇院之地的邊緣。該劇院現時由倫敦政治經濟學院所有，它於晚上用於代表學校管理劇院的薩德勒之井劇院之舞蹈表演。

## 倫敦的其他劇院
除了西區劇院區以外，倫敦還有大量的舞台製作。當中大部分被稱為邊緣劇院（簡稱為外西區），這相當於紐約市的外百老匯與外外百老匯劇院。當中包括了布殊劇院和道瑪倉庫。邊緣劇院的場地從設備齊全的小劇院到酒吧上方的房間，表演範圍從經典戲劇以至歌舞表演，再到使用倫敦的少數群體語言的戲劇。表演者的範圍從新興的年輕專業人士到業餘愛好者。大倫敦有許多劇院，例如漢默史密斯抒情劇院、斯特拉特福東皇家劇院、金斯敦玫瑰劇院、新溫布爾登劇院、西敏市的魯道夫施泰納劇場、歌來頓的阿什克羅夫特劇院、薩頓的西康劇院，以及布羅姆利的教堂山劇院。
西區劇院區以外的倫敦劇院於戲劇學校的早期歷史中也發揮著重要的作用。1833年，女演員法朗西斯·瑪麗亞·凱利管理著西敏的皇家河岸劇院，她在那裡資助並經營了一所戲劇學校，這是英國最早期戲劇學校的記錄。她於1840年資助了倫敦蘇豪區的皇家劇院，該劇院作為凱利小姐的劇院與戲劇學校開業。

## 獎項
|                                                                  | 戲劇是英國歷史和英國文化的重要組成部分。 |
| ———海倫·美蘭於2013年憑著《觀眾》中飾演女王的表現而獲得標準晚報獎 |                                          |

倫敦的劇院有多項年度傑出成就獎：
- 羅蘭士·奧利佛獎
- 標準晚報劇場獎（英语：Evening Standard Theatre Awards）
- WhatsOnStage獎（英语：WhatsOnStage Awards）
- 評論家圈劇院獎（英语：Critics' Circle Theatre Award）
- 國家舞蹈獎（英语：National Dance Awards）
- 西區關懷獎（英语：West End Cares Awards）
- 西區名譽獎（英语：West End Frame Awards）

## 外部連結
- Society of London Theatre （页面存档备份，存于） – trade body for the London theatre industry

51°30′41″N 0°07′41″W / 51.51139°N 0.12806°W